# Oerstedia polyorbis
Oerstedia polyorbis är en djurart som tillhör fylumet slemmaskar, och som beskrevs av Jirô Iwata 1954. Oerstedia polyorbis ingår i släktet Oerstedia och familjen Oerstediidae. Inga underarter finns listade i Catalogue of Life.